# Атеистическая рекламная кампания

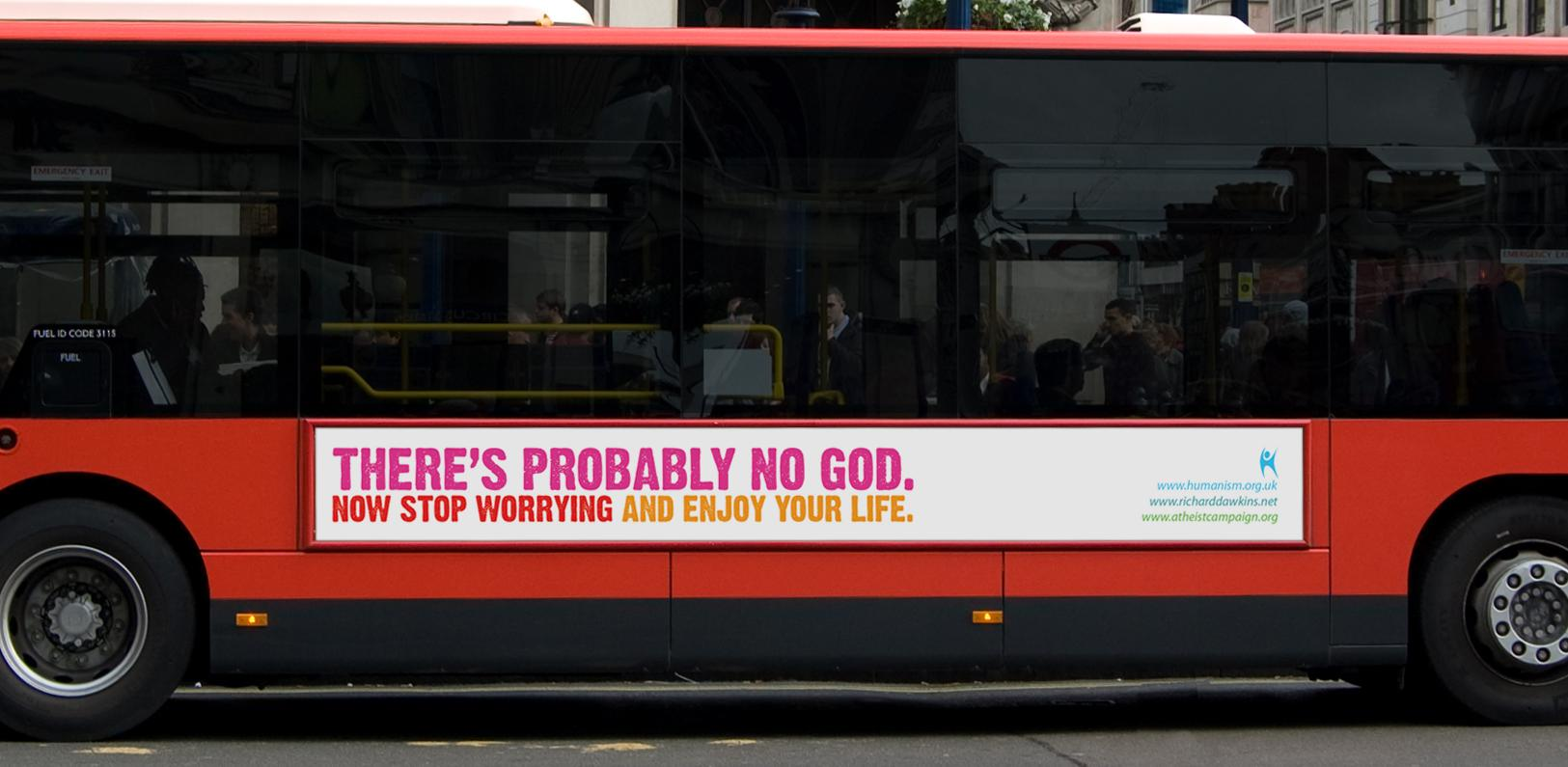
Автобус с атеистической рекламой

Атеистическая рекламная кампания — размещение надписей атеистической направленности на общественном транспорте в Великобритании и других странах в ответ на аналогичную рекламу евангелистских проповедников.
Акция была начата журналисткой и писательницей Эриан Шерин (англ. Ariane Sherine) 21 октября 2008 года при поддержке Британской гуманистической ассоциации (British Humanist Association) и Ричарда Докинза.
Первоначальной целью кампании было собрать £5 500, чтобы запустить 30 автобусов по Лондону в течение 4 недель в начале 2009 года со слоганом «По всей вероятности, бога нет. Хватит волноваться, наслаждайтесь жизнью» (англ. There’s probably no God. Now stop worrying and enjoy your life).
Однако общественные пожертвования на эту акцию уже к 24 октября 2008 года достигли £100 000, что позволило распространить её на всю территорию страны. Акция началась 6 января 2009 года — 800 автобусов со слоганом были запущены по всей Великобритании. Помимо этого, планировалось разместить 1000 рекламных щитов с цитатами известных атеистов в лондонском метро, два больших LCD-экрана были размещены на Оксфорд-стрит в Лондоне.
Инициатива была поддержана в других странах, где были проведены аналогичные атеистические рекламные кампании.

## История
Идея была предложена Эриан Шерин в июне 2008 года в статье «Atheists — gimme five» в The Guardian. Она выразила своё удивление тем, что христианским организациям разрешено размещать на рекламных щитах свои слоганы о том, что все нехристиане будут гореть в аду. Шерин призвала атеистов противопоставить этой рекламе собственную, с позитивным философским содержанием, пожертвовав всего по £5. На призыв откликнулось много людей. Необходимая сумма была собрана в первый же день акции.

## Успех кампании

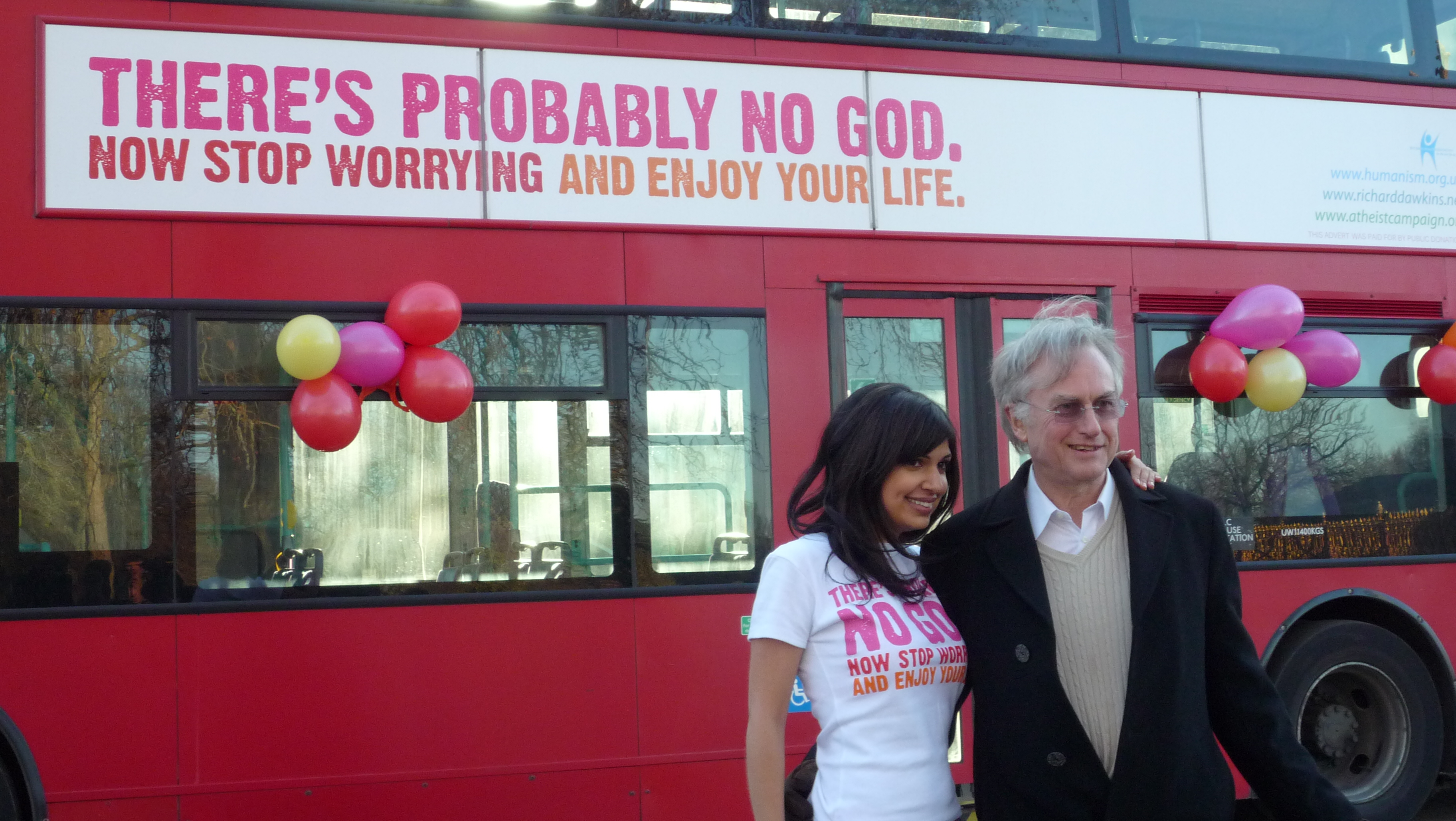
Шерин и Докинз при запуске кампании

За 4 дня было собрано более £100 000, к 9 января 2009 года — £140 000.
Британская Гуманистическая Ассоциация сообщала о повышенном интересе к этой акции. Многие атеисты чувствовали, что эта кампания дала им право голоса, чтобы выразить своё мнение, что они уже давно надеялись сделать.
Кампания привлекла внимание широкого круга СМИ по всему миру.
Со стороны верующих были попытки воспрепятствовать кампании, в том числе путём написания большого числа жалоб в государственные инстанции, но надзорные органы не нашли нарушений и не стали препятствовать акции. Некоторые религиозные организации начали ответные рекламные кампании на автобусах.

## Аналогичные кампании в других странах

### США
Вдохновленная кампанией в Великобритании, Американская Гуманистическая Ассоциация (American Humanist Association) запустила аналогичную акцию в Вашингтоне в ноябре 2008 года со слоганом «Зачем верить в бога? Просто будь милосерден во имя добра» (англ. Why believe in a God? Just be good for goodness' sake).
Организация Freedom From Religion Foundation также запустила автобусную кампанию в США с разными цитатами в феврале и марте 2009 года.

### Австралия и Океания
Организация Atheist Foundation of Australia пыталась запустить автобусную кампанию со слоганом «Атеизм — торжество разума» (англ. Atheism — celebrate reason), но рекламное агентство отказало в проведении этой акции.
Тасманская группа предприняла попытку провести похожую кампанию, но и здесь рекламное агентство, находящееся в собственности государства, отказало в её проведении.

### Италия
Итальянский Союз Рациональных атеистов и агностиков (Italian Union of Rationalist Atheists and Agnostics, UAAR) планировал начать автобусную кампанию в Генуе 4 февраля 2009 года со слоганом «Плохая новость: бога нет. Хорошая новость: он тебе не нужен» (итал. La cattiva notizia è che Dio non esiste. Quella buona, è che non ne hai bisogno), однако акция была запрещена властями.
В ответ UAAR запустила другой слоган: «Хорошая новость: в Италии миллионы атеистов. Отличная новость: они верят в свободу слова».

### Испания
В Испании рекламная кампания была запущена с тем же слоганом, что и в Лондоне (исп. Probablemente Dios no existe. Deja de preocuparte y goza de la vida) на автобусах в Барселоне, которая стартовала 12 января. Мадрид и Валенсия последовали примеру в конце января.

### Канада
В Канаде аналогичная кампания началась в Торонто на автобусах, троллейбусах, метро и скоростных поездах с тем же слоганом, как и в Лондоне (фр. Dieu n’existe probablement pas, alors cessez de vous inquiéter et profitez de la vie), в середине февраля 2009 года.
Квебекская Ассоциация Гуманистов (Association humaniste du Québec) планировала провести такую же акцию в марте 2009 года. Однако организации Secular Humanists and Free Thinkers власти отказали в проведении такой кампании в Галифаксе и канадском Лондоне.
В столице Канады Оттаве атеистическая акция сначала была запрещена, но затем всё-таки разрешена городским советом.

### Финляндия
В Финляндии автобусная кампания была запланирована на 16 марта 2009 года для проведения в двух крупнейших городах страны — Хельсинки и Тампере.

### Нидерланды
В Нидерландах установлен огромный рекламный щит на одной из сторон автострады A4 рядом с аэропортом Схипол.

### Хорватия
В Хорватии реклама с надписью «Bez Boga, bez gospodara» («Нет Бога, нет хозяина») появилась на один день на трамваях, но затем была убрана из-за появившихся жалоб.

### Германия
В Германии атеисты начали кампанию на специальном сайте, чтобы выпустить автобусы с атеистической рекламой на улицы городов (Кёльн, Мюнхен, Берлин). Посетители сайта могут выбрать слоган и внести пожертвования. И хотя руководители транспортных организаций Берлина и Мюнхена не хотят видеть этой рекламы, атеисты полны решимости в случае необходимости найти другие пути.

### Россия
В России в сентябре 2010 года общественное объединение по продвижению секуляризма в России решило провести аналогичную кампанию в Москве. Однако по состоянию на конец 2010 года им не удалось разместить текст «По всей видимости, Бога нет, наслаждайся этой жизнью» ни на баннерах, ни на автобусах столицы. После этого объединение решило поменять фразу на цитату из 14 статьи Конституции РФ «Российская Федерация — светское государство», однако также получили отказ Комитета по рекламе Москвы, крупнейшего рекламного агентства News Outdoor и еще более десяти отказов от различных частных агентств (билборды, плазменные панели, «Газели» с билбордами и др.), Мосгортранса и других организаций. Объединение собирало деньги на собственную «Газель», которая должна ездить по Москве с атеистическими лозунгами («Атеистмобиль»).